# 朱加·巴里恩
敦拿督巴丁宜丹斯里天猛公朱加·巴里恩（1903年6月8日—1981年7月8日）是来自砂拉越的伊班族政治家。他担任为伊班族最高酋长长达55年，伊班族称他为“Apai”（伊班语：父亲）。

## 早期人生
敦朱加于1903年6月8日出生于砂拉越加帛的双溪默利来（Sungai Merirai）的长屋，为Barieng Gawing和Menti Melintang的儿子。
1928年，他受委为默利来区（Merirai）以及巴类区（Baleh）的本固鲁。

## 个人政治生涯
敦朱加于1952年4月24日，他担任州立会委员。
1955年2月8日，他荣升为加帛省天猛公。同年，他也被委任为加帛省议会主席。
在独立前，他曾经担任于1961年7月23日成立的马来西亚团结咨询理事会成员，成立此理事会的主要目的是为了向沙巴、砂拉越以及汶莱的大众更清楚地传达成立马来西亚的概念。敦朱加于1963年被选为议会的成员，同年7月22日在把砂拉越带进马来亚联合邦时发挥作用，他代表砂拉越到伦敦商讨砂拉越共组马来西亚多项条款。
独立后，敦朱加曾竞逐砂拉越州元首，但却被时任的马来西亚首相东姑阿都拉曼拒绝，理由为砂拉越州元首以及砂拉越首席部长二职不能由两位伊班族同时担任。
1963年马来西亚立国后第一次的大选，他中选为国会议员并担任联邦砂拉越事务部长。
1973年1月5日，敦朱加创立了砂拉越土著保守聯合黨（简称土保党），并担任党主席直至他逝世。

## 殊荣
- 1947年：从英国政府获受“自由勇气国王勋章”[7]。
- 1964年：获颁P.M.N 丹斯里[8]。
- 1981年：获颁S.S.M.敦[9]。

## 逝世
1981年7月8日，敦朱加在古晋的砂拉越中央医院逝世。